# 尖穆氏暗光魚
東非穆氏暗光鱼（学名：Maurolicus mucronatus）为輻鰭魚綱巨口魚目褶胸鱼科的其中一種。分布於紅海海域，棲息深度可達100公尺，體長可達3.4公分，為深海魚類，會進行垂直性洄游，屬肉食性，以甲殼類及小魚等為食。